# Расписной маслюк
Расписной маслюк (лат. Pholis picta) — вид морских лучепёрых рыб семейства маслюковых. Максимальная длина тела 31,0 см. Морская донная рыба, встречается на глубине от 0 до 100 м. Населяет северо-западную часть Тихого океана: от юго-востока Камчатки, Курильских островов до Японского моря от Хоккайдо до Корейского полуострова. Охранный статус вида не определён, он безвреден для человека и не является объектом промысла.

## Размножение
В заливе Петра Великого (Японское море) нерестятся в ноябре—декабре при температуре воды, понижающейся от 7,0 до 0,2°С. Плодовитость варьирует от 494 до 1228 икринок. Икру откладывают в пустые раковины мидии Грея.